# Arts textiles

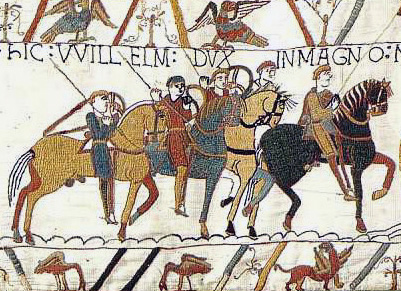
Tapisserie de Bayeux (détail).

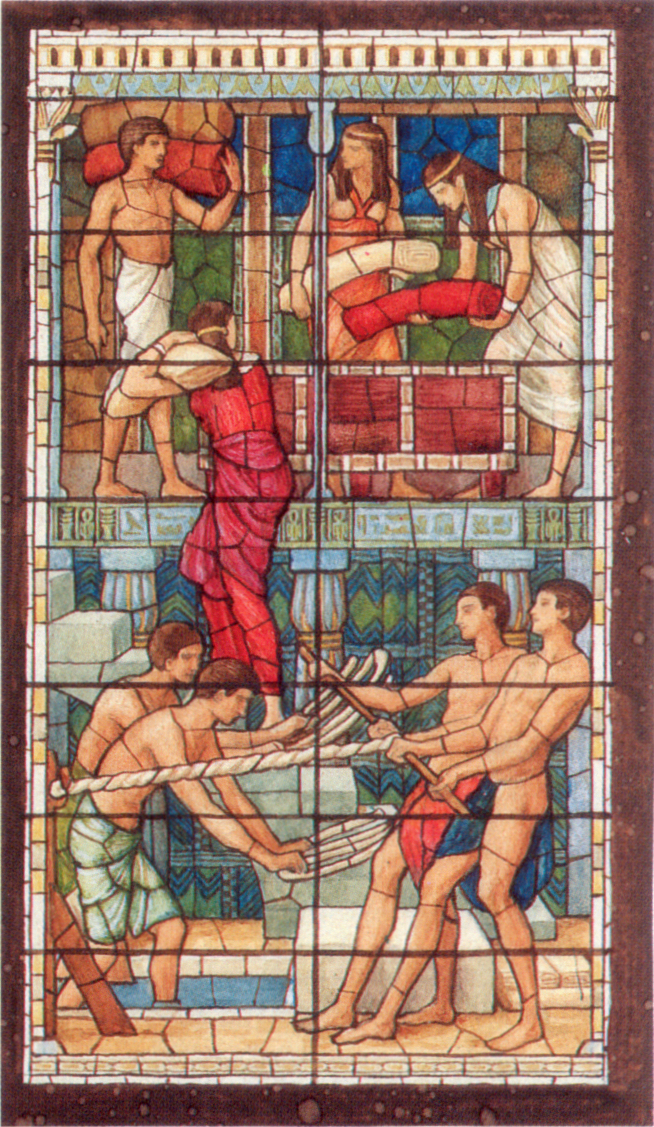
Arts textiles dans l'Égypte antique.

Les arts textiles désignent les formes d'art et d'artisanat qui utilisent des tissus industriels ou d'animaux, ou des fibres synthétiques ou naturelles pour construire des objets pratiques ou décoratifs.

## Historique
Les textiles sont une composante essentielle de la vie quotidienne depuis les débuts de l'humanité ; les méthodes et savoir-faire concernant leur fabrication ont donc grandement évolué, tandis que leurs fonctions sont restées les mêmes. L'histoire des arts textiles est liée fortement au commerce international, ainsi le colorant pourpre de Tyr était l'objet d'un commerce important sur les bords de la Méditerranée durant l'Antiquité. La Route de la Soie a apporté de la soie chinoise en Inde, en Afrique et en Europe. Les goûts pour les tissus de luxe importés ont mené aux lois somptuaires pendant le Moyen Âge et la Renaissance.
La révolution industrielle constitue une révolution pour les technologies du textile : l'apparition de machines comme le Cotton gin ou différents types de métiers à tisser mécanisés (comme le métier Jacquard) permet d'améliorer la quantité de textile produite, mais cause le mécontentement des ouvriers, ce qui provoque des mouvements comme le luddisme au Royaume-Uni ou la révolte des Canuts à Lyon, en France.

## Composantes
Les arts textiles comprennent les méthodes de fabrication comme le tissage pour le tissu, ou le filage pour la laine, le coton ou les fibres synthétiques et métalliques ; les techniques de transformation de ces matières, comme la couture pour les tissus (avec des formes plus artistiques comme le patchwork ou le matelassage), le tricot, le crochet, le tressage ou le nouage pour les fils. On compte aussi les méthodes d'embellissement ou de modification des textiles fabriqués, comme la broderie, la teinture ou l'application de dentelle.

## Artistes textiles
- Magdalena Abakanowicz (1920-2008)
- Anni Albers (1899-1994)
- Olga de Amaral (1932-)
- Evelyn Anselevicius (1923-2003)
- Gertrud Arndt (1903-2000)
- Carole Baillargeon (1959-)
- Otti Berger (1898-1944)
- Lis Beyer-Volger (1906-1973)
- Lisbeth Birman-Oestreicher (1902-1989)
- Cécile Dreesmann (1920-1994)
- Geneviève Dupeux (1924-2009)
- Ilse Fehling (1896-1982)
- Noémi Ferenczy (1890-1957)
- Aude Franjou (1975-)
- Josep Grau-Garriga (1929-2011)
- Dörte Helm (1898-1941)
- Nancy Hemenway Barton (1920-2008)
- Grace Henderson Nez (1913-2006)
- Hessie (1936-2017)
- Sheila Hicks (1934)
- Greten Kähler-Neter (1906-1986)
- Ida Kerkovius (1879-1970)
- Inka Kivalo (1956-)
- Gertrud Kleinhempel (1875-1948)
- Benita Koch-Otte (1892-1876)
- Teresa Lanceta (1951-)
- Rosie Lee Tompkins (1936-2006)
- Claude Lesur (1931-)
- Claudine Loquen (1965-)
- Marie Rose Lortet (1945-)
- Ethel Mairet (1872-1952)
- André Benoît Perrachon (1828-1908)
- Simone Prouvé (1931-)
- Margaretha Reichardt (1907-1984)
- Naja Salto (1945-2016)
- Gunta Stölzl (1897-1983)
- Marika Száraz (1947-)
- Kitty van der Mijll Dekker (1908-2004)

Certaines pratiques traditionnelles, comme le sashiko japonais ou le boro, combinent réparation et esthétique, brouillant la frontière entre utilité et création artistique.